# Sokratis Fytanidis
Sokratis Fytanidis (auch Fitanidis; griechisch Σωκράτης Φυτανίδης, * 25. Mai 1984 in Koufalia, Chalkidona) ist ein ehemaliger griechischer Fußballspieler.

## Karriere

### Verein
Fytanidis begann seine Karriere in seiner Heimatstadt bei PAO Koufalia. 2002 ging er zu Apollon Kalamarias. Nach über fünf Spielzeiten für den Verein wechselte er 2008 zu Asteras Tripolis. Seit dem 1. Juli 2011 spielt er für Atromitos Athen. Am 19. Oktober 2014 kam er bei der 1:2-Niederlage bei PAOK Thessaloniki zu seinem 100. Ligaspiel für Atromitos. Nach der Saison 2016/17 verließ er den Verein und war bis Ende Februar 2018 vereinslos, ehe er sich bis Saisonende Gaz Metan Mediaș anschloss. Nach erneuter halbjähriger Vereinslosigkeit unterschrieb Fytanidis im Januar 2019 einen Verein beim zypriotischen Erstligisten Enosis Neon Paralimni. Anfang September 2019 wechselte er zu Levadiakos; Ende Januar 2020 wurde sein dortiger Vertrag aufgelöst. Nach achtmonatiger Vereinslosigkeit schloss er sich Iraklis Thessaloniki an, wo er zum Saisonende 2020/21 seine Karriere beendete.

### Nationalmannschaft
Fytanidis war zwischen 2004 und 2005 13-mal für die griechische U21-Auswahl im Einsatz und erzielte dabei ein Tor. 2013 stand er bei Freundschaftsspielen gegen die Schweiz und Österreich zweimal im Kader der A-Nationalmannschaft, wurde jedoch nicht eingesetzt.